# HD222962
HD222962 — хімічно пекулярна зоря спектрального класу A4, що має видиму зоряну величину в смузі V приблизно  6,6.
Вона  розташована на відстані близько 246,3 світлових років від Сонця.